# Pelodrilidae
Pelodrilidae (лат.) — семейство кольчатых червей, единственное в составе отряда Pelodrilida (Annelida: Clitellata).

## Описание
Кольчатые черви. Форма тела не необычно узкая и удлиненная, кутикулярный слой тонкий, перистомиум не удлиненный, мозг в перистомиуме. Хеты по 4 пары на сегмент, обычно простоконечные, но могут иметь дистальный орнамент или киль; дорсальные хеты не намного меньше вентральных, присутствуют на большинстве или всех сегментах. Глотка с выемчатой дорсальной площадкой; имеются заметные глоточные железы. Нефридии присутствуют в некоторых, но не во всех сегментах; протоки удлиненно-трубчатые, различной формы, но не образуют плотной массы, заполняющей большую часть сегмента. Дорсальные и вентральные кровеносные сосуды соединены простыми комиссуральными сосудами. Клителлюм толщиной в одну клетку. Сперматеки перед гонадными сегментами. Две пары семенников; одна или две пары яичников, причем вторая пара утрачивается там, где произошла редукция; яйца мезолецитальные. Гонодукты простые, без прикрепленных предстательных желез, но могут быть железы вокруг пор; мужские протоки трубчатые, обычно плезиопористые.

## Систематика
Семейство было впервые описано в 2024 году и выделено в отдельный отряд Pelodrilida. По молекулярным данным это семейство наиболее тесно связано с мегадрилами (Metagynophora, Opisthopora, Crassiclitellata Jamieson, 1988). Хотя представители Pelodrilidae могут быть крупными и толстокожими, морфологически они отличаются от типичных мегадрилов по нескольким параметрам: (i) клителлюм относительно тонкий, состоит из одного слоя клеток, (ii) мозг находится в перистомиуме, (iii) латеральные кровеносные сосуды представляют собой простые спайки, (iv) яйца крупные и желточные (мезолетические), (v) мужские протоки обычно плезиопористые (не опистопористые sensu Michaelsen) и не встроены в стенку тела, и (v) яичники находятся в GIII (прогиновые, а не метагиновые).
- Pelodrilus Beddard, 1891 — typus (типовой вид, Pelodrilus violaceus Beddard, 1891)
- Hologynus Brinkhurst, 1988 (типовой вид, Pelodrilus hologynus Michaelsen, 1907)
- Delaya Brinkhurst, 1988 (типовой вид, Pelodrilus bureschi Michaelsen, 1925)

Incertae sedis
- Alphadrilus Brinkhurst, 1988 (типовой вид, Phreoryctes smithii Beddard, 1888)
- Adenodrilus Čekanovskaja, 1959 (типовой вид, Adenodrilus denticulatus Čekanovskaja, 1959)
- Heterochaetella Yamaguchi, 1953 (типовой вид, Heterochaetella glandularis Yamaguchi, 1953)
- Omodeodrilus Kammerer, 2006 (типовой вид, Villiersia guanivora Omodeo, 1987)